# Душно
Душно (пол. Duszno, нім. Duschno) — село в Польщі, у гміні Тшемешно Гнезненського повіту Великопольського воєводства.
Населення — 78 осіб (2011).
У 1975-1998 роках село належало до Бидгощського воєводства.

## Демографія
Демографічна структура станом на 31 березня 2011 року:
|          | Загалом | Допрацездатний вік | Працездатний вік | Постпрацездатний вік |
| -------- | ------- | ------------------ | ---------------- | -------------------- |
| Чоловіки | 46      | 9                  | 35               | 2                    |
| Жінки    | 32      | 2                  | 22               | 8                    |
| Разом    | 78      | 11                 | 57               | 10                   |